# Guan Zhen
Guan Zhen (en chino tradicional: 關震; en chino simplificado: 关震; pinyin: Guān Zhèn; Tianjin, 6 de febrero de 1985) es un exfutbolista chino que jugaba en la posición de guardameta. Actualmente es el entrenador de porteros del Shenzhen FC.

## Carrera

### Club
| Periodo   | Club                      | Apariciones | Goles |
| --------- | ------------------------- | ----------- | ----- |
| 2003–2007 | Shandong Luneng           | 4           | 0     |
| 2006      | → Chengdu Blades (cedido) | 1           | 0     |
| 2008–2014 | Jiangsu Sainty            | 89          | 0     |
| 2015–2016 | Shijiazhuang Ever Bright  | 52          | 2     |
| 2017–2020 | Shenzhen FC               | 49          | 0     |

### Selección nacional
Jugó para China en dos ocasiones de 2009 a 2011, participó en los Juegos Asiáticos de 2006 y en la Copa Asiática 2011.

## Logros

### Club
Shandong Luneng
- Chinese FA Cup: 2004

Jiangsu Sainty
- China League One: 2008[5]
- Chinese FA Super Cup: 2013

### Selección nacional
- East Asian Football Championship: 2010